# 성 정치학
《성 정치학》(Sexual Politics)은 케이트 밀레트가 자신의 박사 논문을 바탕으로 1969년에 출간한 책이다.

## 요약
밀레트는 이 책에서 "성은 흔히 정치적인 면을 간과한다"고 주장하며, 이어서 데이비드 허버트 로렌스, 헨리 밀러와 노먼 메일러의 저작들을 통해 가부장제가 성적 관계에서 가지는 역할을 논의한다. 밀레트는 이 저자들이 성을 가부장적이고 성차별주의적인 시각에서 성을 논의한다고 주장한다. 반면, 그녀는 동성애 작가 장 주네의 보다 많은 뜻을 내포한 성 정치학을 옹호한다. 보다 상세히 논의된 기타 작가들로는 지그문트 프로이트, 조지 메러디스, 존 러스킨 그리고 존 스튜어트 밀이 있다.